# 김광철 (농구 선수)
김광철(1994년 3월 27일 ~ )은 대한민국의 농구 선수이며 포지션은 콤보 가드이다.

## 울산 현대모비스 피버스시절
2016년 신인드래프트에서 3라운드 1순위 울산 현대모비스 피버스에 지명되었다. 데뷔시즌에 양동근의 백업으로 뛰면서 가능성을 보여주었다.

## 출신 학교
- 회원초등학교
- 마산동중학교
- 마산고등학교
- 동국대학교